# 阿西达利亚平原
阿西达利亚平原（拉丁語：Acidalia Planitia），火星上的一個平原。位於塔爾西斯火成岩省和阿拉伯高地之間，到水手號峽谷和克里斯平原的北方，中心位於46°42′N 338°00′E / 46.7°N 338.0°E。阿西达利亚平原包含了著名的基多尼亚区，這是火星北方荒原和南方隕擊高原的交界。
阿西达利亚平原是從喬凡尼·斯基亞帕雷利所繪製的火星反照率特徵地圖命名，名字由來於神話中的維納斯之泉。

## 外部連結
- Google Mars zoomable map centered on Acidalia Planitia （页面存档备份，存于）